# San Luis (Colorado)
San Luis és una població dels Estats Units, seu del comtat de Costilla, a l'estat de Colorado. Segons el cens del 2000 tenia 739 habitants.

## Demografia
Segons el cens del 2000, San Luis tenia 739 habitants, 322 habitatges, i 200 famílies. La densitat de població era de 594,4 habitants per km².
Dels 322 habitatges en un 28,3% hi vivien nens de menys de 18 anys, en un 40,7% hi vivien parelles casades, en un 16,8% dones solteres, i en un 37,6% no eren unitats familiars. En el 33,2% dels habitatges hi vivien persones soles el 14% de les quals corresponia a persones de 65 anys o més que vivien soles. El nombre mitjà de persones vivint en cada habitatge era de 2,3 i el nombre mitjà de persones que vivien en cada família era de 2,94.
Per edats la població es repartia de la següent manera: un 23,4% tenia menys de 18 anys, un 7,3% entre 18 i 24, un 21,7% entre 25 i 44, un 27,9% de 45 a 60 i un 19,8% 65 anys o més.
L'edat mediana era de 43 anys. Per cada 100 dones de 18 o més anys hi havia 89,9 homes.
La renda mediana per habitatge era de 14.213 $ i la renda mediana per família de 20.875 $. Els homes tenien una renda mediana de 20.156 $ mentre que les dones 13.333 $. La renda per capita de la població era de 8.887 $. Entorn del 29,9% de les famílies i el 34,3% de la població estaven per davall del llindar de pobresa.

## Poblacions més properes
El següent diagrama mostra les poblacions més properes.